# Junkers Ju 160
Lo Junkers Ju 160 "Pfeil", designazione aziendale EF 30, fu un da trasporto passeggeri di linea ed aereo postale monomotore ad ala bassa sviluppato dall'azienda aeronautica tedesca Junkers Flugzeug- und Motorenwerke AG nei primi anni trenta.
Sviluppato dal precedente Ju 60, venne utilizzato come trasporto passeggeri dalla Deutsche LuftHansa (DLH) ed in seguito come aereo militare dalla Luftwaffe.

## Storia del progetto
Dopo aver realizzato lo Ju 60, l'ultimo modello Junkers che adottava ancora parzialmente la struttura metallica ricoperta da duralluminio ondulato, il progettista ed ingegnere Hermann Pohlmann sviluppò il progetto originale mantenendo l'aspetto generale del precedente modello ma ridisegnandone completamente la cellula.
Il nuovo modello, indicato come Ju 160, abbandonava la precedente ala a pianta trapezioidale parzialmente ricoperta da pannelli in duralluminio ondulato e che integrava le gambe del carrello principale semiretrattili con movimento verso coda, per una a pianta triangolare liscia con carrello, sempre retrattile ma ora totalmente con movimento verso la parte interna.

## Impiego operativo

### Civile
Lo Ju 160 entra in servizio con la compagnia di bandiera Deutsche LuftHansa (DLH) nel periodo tra il 1935 ed il 1936. Inizialmente viene utilizzato su rotte nazionali ed in seguito in un collegamento internazionale collegando Polonia, Cecoslovacchia e Germania sulla rotta Breslavia-Praga-Monaco di Baviera.
Un esemplare venne utilizzato per breve tempo anche dalla Eurasia, compagnia aerea cinese ma controllata dalla DLH. Dopo pochi voli, a seguito di un incidente presso Shanghai venne riportato in Germania per riparazioni e non fece più ritorno.
Deutschen Versuchsanstalt für Luftfahrt

### Militare
Allo scoppio della seconda guerra mondiale alcuni esemplari vengono requisiti dalla Luftwaffe ed utilizzati come aereo da collegamento e come addestratori nelle scuole di volo.

## Utilizzatori

### Civili
Cina
- Eurasia

 Germania
- Deutsche LuftHansa (DLH)

### Governativi
Germania
- Deutsche Versuchsanstalt für Luftfahrt (DVL)

### Militari
Germania
- Luftwaffe

## Velivoli Comparabili
Germania
- Heinkel He 70

 Stati Uniti
- Lockheed L-9 Orion